# Tajemná Řásnovka
Tajemná Řásnovka je román pro mládež českého spisovatele Jaroslava Foglara z roku 1965. Popisuje příběh Jindry Sochora, jenž se ve čtvrti Řásnovka přidá ke skupině hochů, kteří zakládají chlapecký klub.

## Příběh
Jindra Sochor je čestný a citlivý chlapec, který trpí hádkami svých rodičů a nemůže se soustředit na učení. Učitel chemie mu hrozí propadnutím a on v zoufalství uteče z domova. Dostane se do jemu neznámé čtvrti zvané Řásnovka a při přespání v nějakém dvoře natrefí na dvojici výrostků, kteří tam něco schovávají. Jindrovi druhého dne dojde neudržitelnost jeho situace a podpořen svým chápajícím učitelem Holasem se vrátí domů. Na okouzlující Řásnovku ale nemůže zapomenout, takže když jeho otec rozhodne, že syn musí školy nechat a jít do učení, vybere si Jindra truhlářskou dílnu právě v Řásnovce. Ke svému zděšení však zjistí, že tamní učeň Finťula je jedním z podezřelé dvojice, kterou tehdy přistihl při ukrývání záhadného balíku. Ten mezitím z úkrytu zmizel a Finťula podezřívá Jindru. Nemůže mu sice nic dokázat, ale od té chvíle mu dělá samé nepříjemnosti.
Jindra se snaží najít v Řásnovce nějaké kamarády a dostane se do party čtyř hochů, Míry, Ríši, Otíka a vedoucího Vildy. Ti ještě nemají název ani klubovnu, ale všechno úsilí věnují jejímu hledání. Během různých situací se Vilda projevuje jako sobecký a vznětlivý autoritář, který v charismatickém a uvážlivém Jindrovi vidí ohrožení své vůdcovské pozice. Přestože nic takového Jindra v úmyslu nemá, svou přirozenou autoritou si získá ostatní hochy a Vilda nakonec po prudké hádce z party uraženě odejde. Zbylá čtveřice si dá název Stráž Řásnovky a vytkne si cíl bránit mezi dětmi v Řásnovce pořádek a spravedlnost. Nakonec se jim podaří i najít klubovnu v chodbě na půdu domu, kde bydlí Otík.
Klub nějakou dobu prosperuje, rozšíří se o další členy a uspořádá závody na vozíčcích, které mu přinesou velkou popularitu. Zároveň ale musí neustále čelit nepřátelství, pomluvám a sabotážím ze strany Finťuly, jeho kumpána Lipka a také zhrzeného Vildy, který Jindru nenávidí a který se k dvojici výrostků přidal. Této partě se podaří poštvat proti klubu obyvatele Otíkova domu a Stráž Řásnovky je ze své klubovny nakonec vyhozena. Při dalším zoufalém hledání se seznámí s chlapcem Vendou, zvaným Koníčkář, který jim ukáže místnost u stájí, kde by se mohli scházet.
Nedlouho poté Stráž osloví Tonda Menčík – vynálezce stolní hry Fan-Tan, která je v Řásnovce všeobecně oblíbena a kterou chce jeden podnik začít vyrábět a prodávat. O autorství a tedy i honorář se však hlásí Menčíkův spolužák Hřivnas, jehož příspěvek ke vzniku hry byl ovšem zanedbatelný. Zakřiknutý Menčík prosí Stráž Řásnovky o pomoc proti této nespravedlnosti. Ukáže se však, že jeho sešit s poznámkami, jediný důkaz jeho autorství, mu někdo stihl odnést z bytu. Nastává dramatický závod o nalezení sešitu a jeho doručení do redakce novin předtím, než bude autorství definitivně přiznáno Hřivnasovi. Jindrovi a jeho klubu velmi pomůže Ríšova sestra Blanka a její dívčí klub Pomněnky, takže se věc nakonec podaří. Chlapci zjistí, že v krádeži sešitu má prsty parta Arny Bidmanna, dalšího rivala Stráže Řásnovky, ovšem na poslední chvíli ho Jindra s kamarády dokážou získat zpět. Hřivnas je znemožněn a Bidmannova parta také, zatímco Stráži Řásnovky se v novinách dostane velké pochvaly. Menčík obdrží na honoráři značnou sumu peněz, kterou vděčně věnuje klubu, do něhož byl sám mezitím přijat, na pořízení konečně pořádné klubovny, která bude jen jejich.

## Vznik a vydávání
Poté, co Jaroslav Foglar musel po komunistickém puči odejít v roce 1948 z redakce časopisu Vpřed, začal v následujícím roce psát svůj další román. Naděje na jeho vydání nebyla velká, neboť v té době již byl na černé listině zakázaných autorů, takže práce mu asi příliš nešla od ruky. Rukopis románu s pracovními názvy Stráž Riegrovky a později Stráž Řásnovky dokončil až v lednu 1952. Příběhem se v něm vrací o několik let dříve, do doby čtenářských klubů Mladého hlasatele a Vpředu. Název fiktivní čtvrti Řásnovky si vypůjčil od pražské ulice téhož jména, zatímco její popsaný charakter s množstvím železničních tratí byl inspirován jinými pražskými čtvrtěmi jako Vršovice, Smíchov, Libeň, Vysočany či Holešovice. Foglar své nové dílo nabídl Státnímu nakladatelství dětské knihy, u něhož ovšem neuspěl. Román zůstal u autora „v šuplíku“ dalších 13 let a teprve v roce 1965 o něj projevilo zájem brněnské nakladatelství Blok. Tajemná Řásnovka se tak stala první foglarovkou vydanou od roku 1947.

### Knižní česká vydání
Přehled knižních vydání v češtině:
- 1965 – 1. vydání, nakladatelství Blok, ilustrace Milan Zezula
- 1970 – 2. vydání, nakladatelství Blok, obálka Milan Zezula
- 1990 – 3. vydání, nakladatelství Blok, ilustrace Milan Zezula, ISBN 80-7029-021-8 (společně s knihami Chlapec v bílém svetru (František Tenčík) a Zelená ozvěna (Jaromír Tomeček) v jednom svazku pod názvem Tajemná Řásnovka a jiné příběhy pro chlapce)
- 1994 – 4. vydání, nakladatelství Olympia, ilustrace Marko Čermák, ISBN 80-7033-301-4 (edice Sebrané spisy, sv. 12)
- 1997 – 5. vydání, nakladatelství Olympia, ilustrace Marko Čermák, ISBN 80-7033-429-0 (edice Sebrané spisy, sv. 12)
- 1999 – 6. vydání, nakladatelství Olympia, ilustrace Marko Čermák, ISBN 80-7033-585-8 (edice Sebrané spisy, sv. 12)
- 2001 – dotisk 6. vydání, nakladatelství Olympia, ilustrace Marko Čermák, ISBN 80-7033-585-8 (edice Sebrané spisy, sv. 12)
- 2006 – 7. vydání, nakladatelství Olympia, ilustrace Marko Čermák, ISBN 80-7033-937-3 (edice Sebrané spisy, sv. 12)
- 2020 – 8. vydání, nakladatelství Albatros, ilustrace Barbora Kyšková, příloha: Boj o Zlaté ostrovy, ISBN 978-80-00-06023-1 (řada Foglarovky)

### Další vydání
Cizojazyčná vydání:
- 1968 – Klub Heńka Sochora, polsky, nakladatelství Nasza Księgarnia

## Adaptace
Těsně před vydáním románu vysílal v roce 1965 brněnský rozhlas dramatizaci závěrečných kapitol. V květnu 1995 četl Alfred Strejček Tajemnou Řásnovku na pokračování v Českém rozhlasu v pořadu Rádio na polštář. Roku 2022 vyšla v nakladatelství Albatros audiokniha, román čte Marek Holý.